# Biskupice (Chrudim)
Biskupice è un comune della Repubblica Ceca facente parte del distretto di Chrudim, nella regione di Pardubice.